# Mater Dolorosa (Pfellkofen)

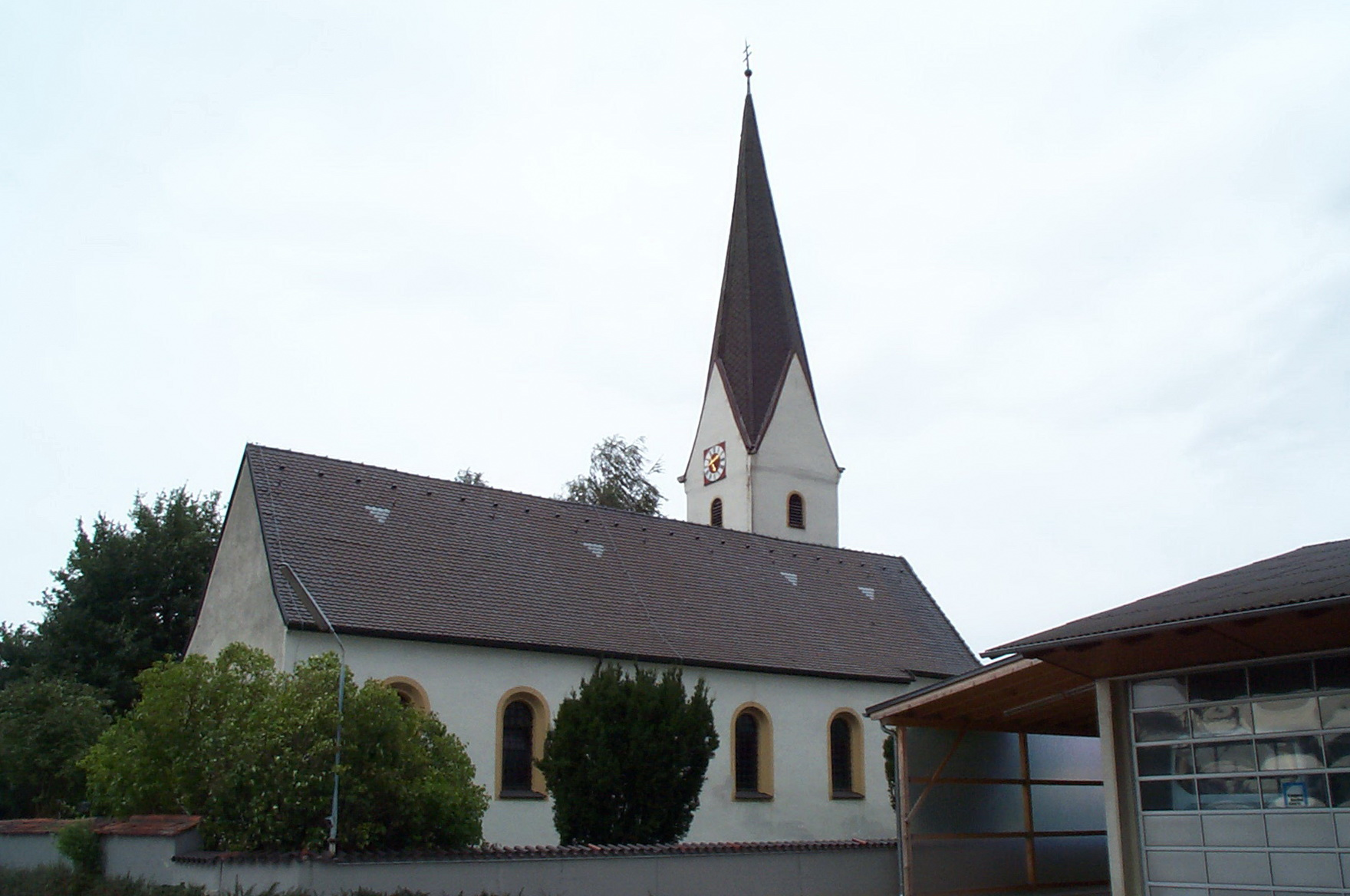
Mater Dolorosa (Pfellkofen)

Die Mater Dolorosa, eine römisch-katholische, denkmalgeschützte Filialkirche, steht in Pfellkofen, einem Gemeindeteil der Gemeinde Pfakofen im Landkreis Regensburg der Oberpfalz. Sie ist dem Bistum Regensburg zugeordnet. Das Bauwerk ist unter der Denkmalnummer D-3-75-182-3 als Baudenkmal in die Bayerische Denkmalliste eingetragen.

## Beschreibung
Das Langhaus der Saalkirche wurde im 14. Jahrhundert erbaut und 1866 nach Westen verlängert. Der eingezogene, dreiseitig geschlossene Chor im Osten und der Chorflankenturm an dessen Nordwand, der später einen spitzen Helm erhielt, wurden um 1500 angefügt. Sein Glockenstuhl beherbergt zwei gotische Kirchenglocken. Die Wandmalereien im Innenraum an der Südwand des Langhauses und im Chor wurden erst bei der Renovierung 1983 aufgedeckt. Zur Kirchenausstattung gehört ein Hochaltar, dessen Altarretabel von den Statuen der heiligen Magdalena und der heiligen Veronika flankiert wird und in dessen Nische in der Mitte sich eine Pietà befindet. An den Langhauswänden befinden sich die Statuen des heiligen Sebastian und des heiligen Florian.